# Roman De Beer
Roman De Beer (* 6. Oktober 1994 in Johannesburg) ist ein südafrikanischer Automobilrennfahrer. Er trat 2014 in der GP3-Serie an.

## Karriere
De Beer begann seine Motorsportkarriere im Kartsport, in dem er von 2007 bis 2010 aktiv war. Unter anderem wurde er 2009 Weltmeister in der ROK-Junior-Klasse. 2010 wechselte er in den Formelsport und trat für die Scuderia Victoria World in der Formel Abarth an. Mit einem zweiten Platz als bestem Resultat und insgesamt drei Podest-Platzierungen schloss er seine Debütsaison auf dem neunten Rang ab. 2011 nahm De Beer für die Scuderia Victoria nur an drei Veranstaltungen der Formel Abarth teil. Dabei war ein zweiter Platz sein bestes Ergebnis. Er erreichte den elften Platz in der italienischen und den 16. Platz in der europäischen Wertung. 2012 trat De Beer mit der Scuderia Victoria zu vier Veranstaltungen der italienischen Formel-3-Meisterschaft an. Mit einem fünften Platz als bestem Ergebnis wurde er Zwölfter in der italienischen Wertung.
De Beer nahm Ende 2012 für Trident Racing an Testfahrten der GP3-Serie teil. Da er kein Budget für die Saison 2013 aufbringen konnte, entschied er sich dafür, ein Jahr zu pausieren und nur an weiteren GP3-Testfahrten für Trident teilzunehmen. 2014 erhielt De Beer schließlich ein GP3-Renncockpit bei Trident Racing. Nach der ersten Saisonhälfte endete sein Engagement vorzeitig. Mit einem vierten Platz erzielte er die einzige Punkte-Platzierung von Trident der Saison. Am Saisonende lag De Beer auf dem 18. Gesamtrang.

## Statistik

### Karrierestationen
| - 2007–2010: Kartsport - 2010: Formel Abarth (Platz 9) | - 2011: Formel Abarth, europäisch (Platz 16) - 2011: Formel Abarth, italienisch (Platz 11) | - 2012: Italienische Formel 3, italienisch (Platz 12) - 2014: GP3-Serie (Platz 18) |

### Einzelergebnisse in der GP3-Serie
| Jahr | Team           | 1   | 2   | 3   | 4   | 5   | 6   | 7   | 8   | 9   | 10  | 11  | 12  | 13  | 14  | 15  | 16  | 17  | 18  | Punkte | Rang |
| ---- | -------------- | --- | --- | --- | --- | --- | --- | --- | --- | --- | --- | --- | --- | --- | --- | --- | --- | --- | --- | ------ | ---- |
| 2014 | Trident Racing | ESP | ESP | AUT | AUT | GBR | GBR | GER | GER | HUN | HUN | BEL | BEL | ITA | ITA | RUS | RUS | UAE | UAE | 8      | 18.  |
| 2014 | Trident Racing | DNF | DSQ | 12  | 4   | 17  | 16  | 21  | 17  | 15  | 12  |     |     |     |     |     |     |     |     | 8      | 18.  |